# El Tajo
El Tajo es una localidad del municipio de Dzilam de Bravo en el estado de Yucatán, México.

## Hechos históricos
- En 1980 cambia su nombre de Tajo a El Tajo.

## Demografía
Según el censo de 2005 realizado por el INEGI, la población de la localidad era de 0 habitantes.
| 0                           | 0 | 0 | 6 | 0 | 0 | 0 | 0 |
| (Fuente: INEGI [Consultar]) |   |   |   |   |   |   |   |

## Galería

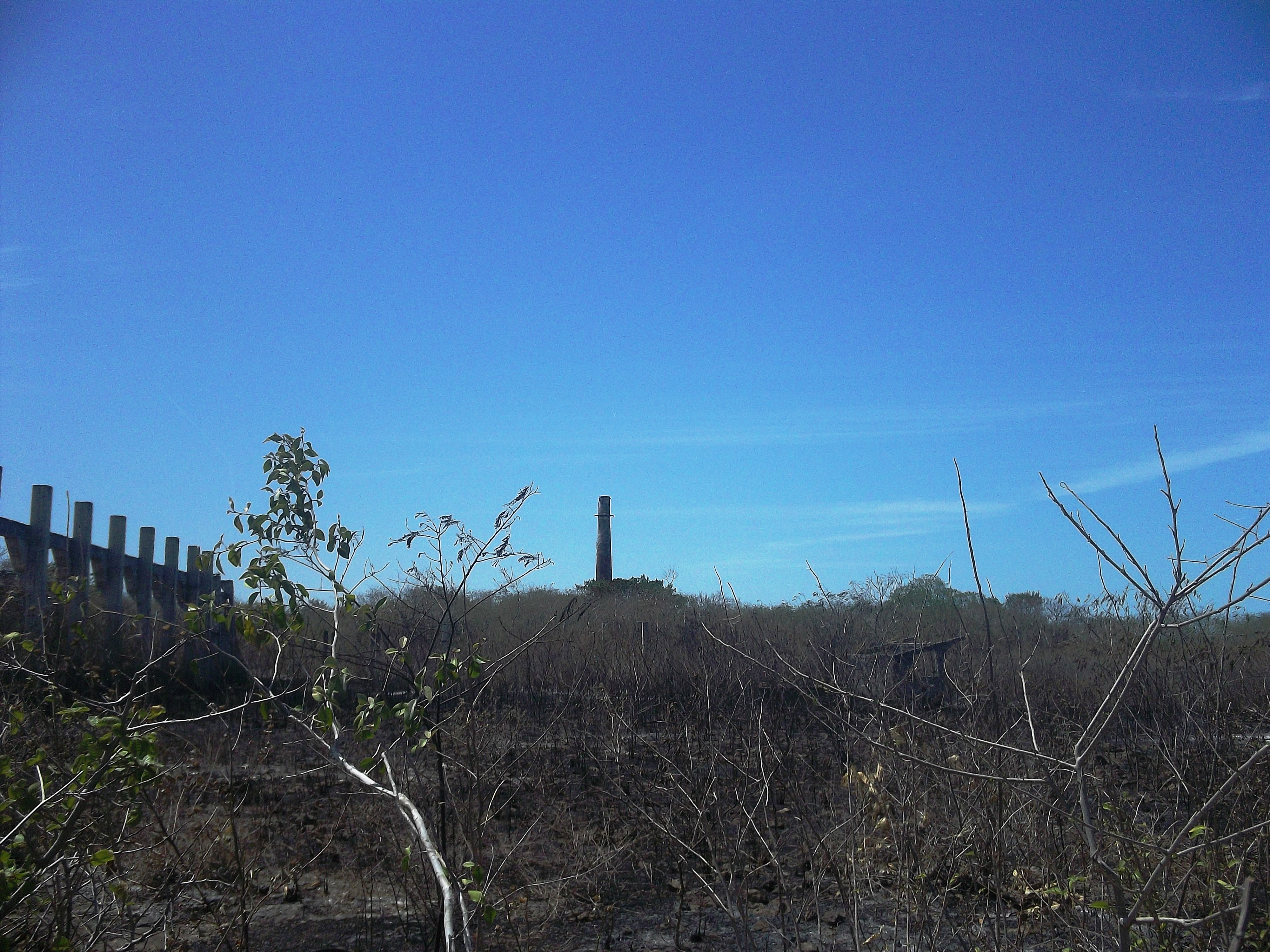
Vista de El Tajo.
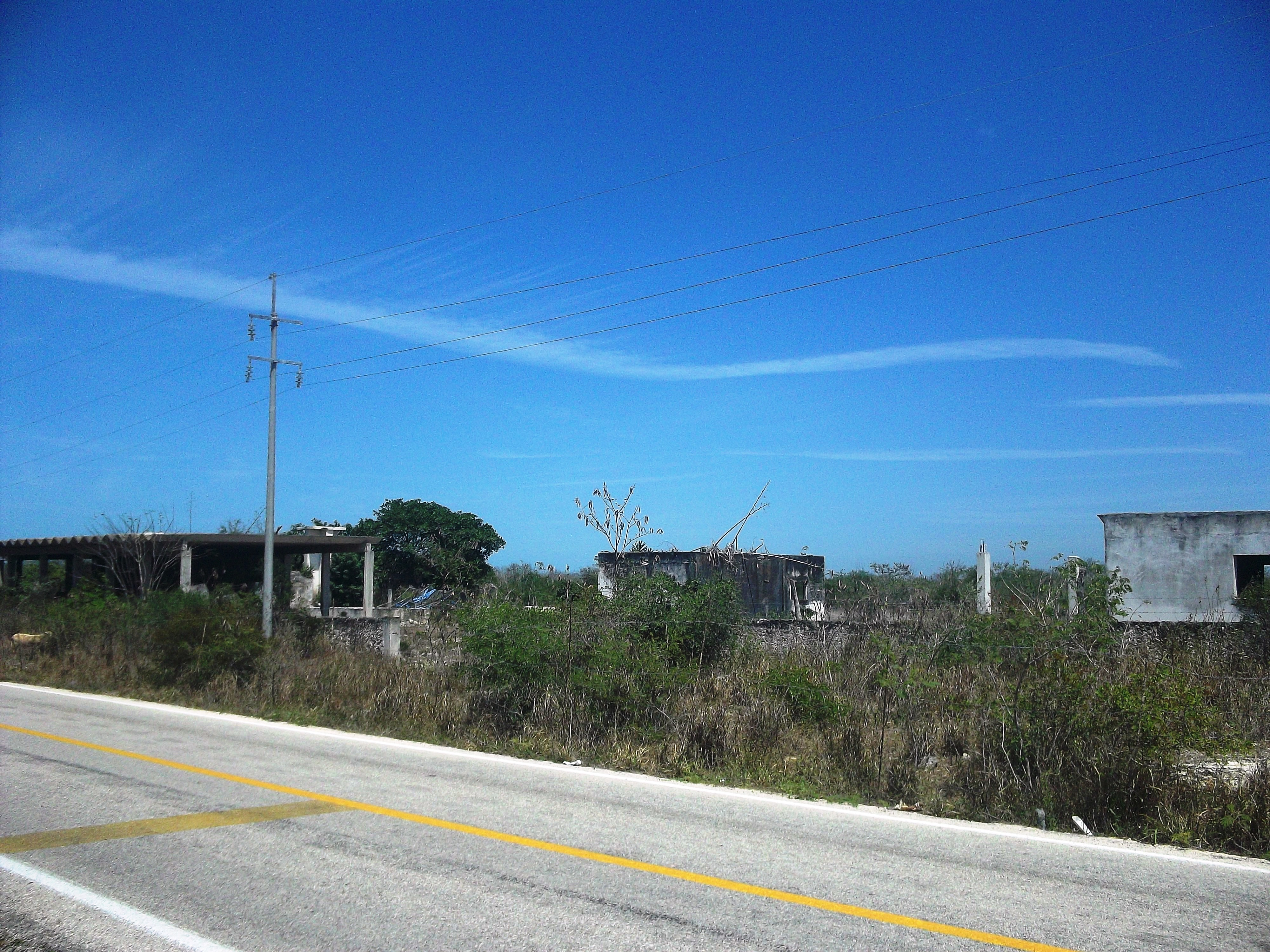
Vista de El Tajo.